# Rue des Écluses-Saint-Martin
La rue des Écluses-Saint-Martin est une voie du 10e arrondissement de Paris, en France.

## Situation et accès
La rue des Écluses-Saint-Martin est une voie publique située dans le 10e arrondissement de Paris. Elle débute au 47, rue de la Grange-aux-Belles, au carrefour des rues Juliette-Dodu et Vicq-d'Azir, et se termine au 146, quai de Jemmapes, au débouché du pont Maria Casarès après lequel elle se prolonge dans la rue Eugène-Varlin. Elle croise la rue Boy-Zelenski.
Elle est sur le tracé de la continuité de la rue Saint-Maur.

## Origine du nom
Elle tire son nom des écluses du canal Saint-Martin auxquelles elle conduit.

## Historique
La rue des Écluses-Saint-Martin est indiquée sous la forme d'un chemin sur le plan de Albert Jouvin de Rochefort daté de 1672 qui s'étendait alors jusqu'à la rue du Faubourg-Saint-Martin, tronçon sous le nom de « chemin de Saint-Denis », qui prendra le nom de « rue Saint-Maur-Popincourt ».
En 1789, elle prend le nom de « rue des Morts » sans doute par corruption, ou peut-être aussi parce que, par suite du voisinage de l'hôpital Saint-Louis, tous les convois mortuaires allant au cimetière passaient par cette rue. 
Elle prend son nom actuel par un décret ministériel en date du 28 février 1831.

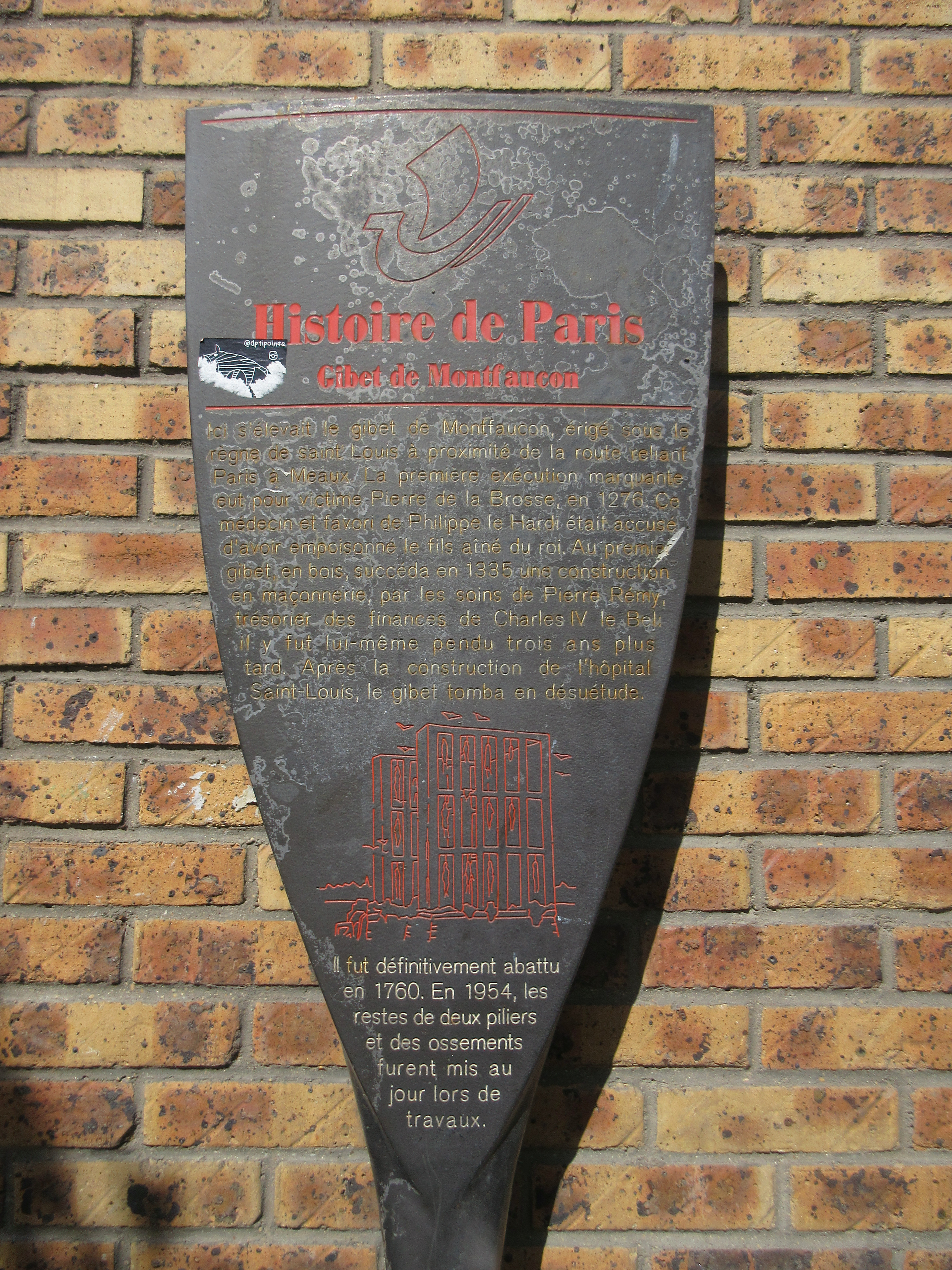
Panneau Histoire de Paris « Gibet de Montfaucon »

Un arrêté du 28 octobre 1910 détache le tronçon de la rue compris entre le quai de Valmy et la rue du Faubourg-Saint-Martin qui prend le nom de « rue Eugène-Varlin ».
Une partie de la voie délimitait la ZAC Jemmapes-Grange-aux-Belles.

## Bâtiments remarquables et lieux de mémoire
- Le côté pair borde la zone d'aménagement concerté (ZAC) Grange-aux-Belles, construite en 1978 par les architectes Jacques Labro et Jean-Jacques Orzoni.
- No 1 (et nos 41 à 47 rue de la Grange-aux-Belles) : emplacement de l’ancien cimetière protestant[3].
- Nos 3-9 : lycée professionnel Gustave-Ferrié.
- Nos 10-12, au coin de la rue Boy-Zelenski, école maternelle Boy-Zelenski.
- Jusqu'en mai 2011, le siège de la CFTC se trouvait dans la rue.